# NASCAR Craftsman Truck Series de 2004
A Temporada da NASCAR Craftsman Truck Series de 2004 foi a décima edição da NASCAR Camping World Truck Series, com 26 etapas disputadas o campeão foi Bobby Hamilton.